# Locomotiva FS 421
Le locomotive gruppo 421 erano locomotive a vapore delle Ferrovie dello Stato, proveniente dalle ferrovie tedesche e acquisite in conto riparazioni di guerra nel 1919. Il gruppo incorporava eterogeneamente locomotive a 2 cilindri esterni a vapore saturo e a semplice espansione e locomotive a doppia espansione, rispettivamente ex KPEV G 71 e KPEV G 72.

## Storia
Il gruppo FS 421 era stato costituito con macchine, progettate dalla Vulcan di Stettino e costruite da varie industrie dell'epoca per conto delle KPEV (Koniglich Preussische Eisenbahn-Verwaltung), del gruppo G 7.1 a semplice espansione e macchine del gruppo G 7.2 a doppia espansione. Di tali locomotive, in seguito all'ottimo risultato nell'esercizio non disgiunto dalla semplicità costruttiva, ne erano state costruite oltre 1000 unità a semplice espansione e oltre 1600 a doppia espansione. In seguito alla sconfitta della Prussia 48 unità dei due tipi erano pervenute nel 1919 alle FS in conto riparazioni di guerra. Le locomotive G 7.1 erano in parte di costruzione anteguerra (1900-1908) e in parte (le unità 421.001, 004, 005, 006, 009, 011, 013, 040 e 048) costruite nel 1916. Contemporaneamente si erano aggiunte ulteriori 32 locomotive simili ma a doppia espansione ex KPEV G 7.2 immatricolate (sempre come 421) con i numeri 014-039 e 041-046. Queste erano tutte anteguerra, di costruzione tra 1896 e 1911. Un'ulteriore unità la FS 421.049 si era aggiunta nel 1925 in seguito a un'operazione di scambio con la Francia.
Le macchine in ragione delle loro buone qualità vennero poste in esercizio negli impianti di tutto il nord Italia e in alcuni del centro ma ebbero il serio problema della mancanza di ricambi e della manutenzione per cui molte di esse furono inviate, per i relativi lavori, in varie officine tedesche. Quasi tutte ebbero presto disattivato il preriscaldatore di acqua Knorr. Nel 1928 le FS studiarono anche una caldaia adatta per il ricambio di quella vecchia
La loro carriera in Italia tutto sommato fu breve. Terminarono il loro servizio verso la fine degli anni trenta quando vennero accantonate e in seguito demolite. Solo una locomotiva, la 421.047, che durante la guerra era stata noleggiata alle ferrovie tedesche per il trasporto di carbone dalla Slesia e si trovava fuori dai confini nazionali sopravvisse fino al 1952. Le tre unità 421.018, 037 e 041 rimaste dopo la fine della guerra oltre il confine jugoslavo, in seguito agli accordi di Belgrado del 18 dicembre 1954, furono cedute alle ferrovie dello stato jugoslave (JŽ) e immatricolate nel gruppo JŽ 23 con numeri da 35 a 37.

## Caratteristiche tecniche
La locomotiva fu costruita con il rodiggio "D" (0-4-0); era una macchina a vapore saturo a 2 cilindri esterni a semplice (ex-G 7.1) o doppia espansione (ex-G 7.2) con distribuzione del tipo Allan interna al telaio.
La locomotiva era costituita da un carro su cui erano disposte le quattro ruote motrici accoppiate del diametro di 1.250 mm; allo scopo di facilitarel'inscrizione in curva della locomotiva il secondo e il quarto asse potevano traslare trasversalmente mentre il terzo aveva il bordino di sezione ridotta.
Sul carro poggiava la caldaia per la produzione di vapore. Alla locomotiva era accoppiato un tender a tre assi della lunghezza di 6,25 m con ruote del diametro di 1.000 mm.
La potenza continuativa di 610 CV sviluppata a 40 km/orari permetteva il traino di treni di 1400 t in piano e ben 400 t su pendenze del 10 per mille. La versione a doppia espansione sviluppava una potenza maggiore, 670 CV.